# 꽃의 다카라즈카 풍토기
『꽃의 다카라즈카 풍토기』-봄의 춤- 은 다카라즈카 가극단의 무대작품이다. 츠키구미에서 공연했다.
형식명은『다카라즈카 무용시』16장이다.
작・연출은 사카이 스미오이며, 병연작품은 『시뇨르・돈・팡』이다.

## 공연기간과 공연장소
- 2003년4월 4일 - 5월 19일　다카라즈카 대극장[1]
- 2003년 6월 27일 - 8월 3일 도쿄 다카라즈카 극장[2]

## 스탭
※성명 뒤에 「다카라즈카」 「도쿄」의 표시가 없다면 두 극장 공통.
- 작곡・편곡：요시다 유코, 쿠라토미 신이치
- 작곡：테라다 타키오
- 아악사・음악：도우키 히데키
- 음악 지휘：오카다 요시키（다카라즈카）, 키요카와 토모키（도쿄）
- 안무：하나야기 요시지로, 야마무라 와카, 하나야기 킨노스케, 와카오 리사
- 장치：니노미야 유키
- 의상：아리무라 준
- 조명：카츠시바 지로
- 음향：카몬 키요쿠니
- 소도구：이쥬인 테츠야
- 효과：미야사코 미사요
- 가창 지도：오카자키 료코
- 연출보조：나카무라 카즈노리
- 연출조수：스즈키 케이
- 안무조수：아시타 미치코
- 의상조수：가와사키 치에
- 무대진행：니시하라 도쿠미츠（다카라즈카 ）, 가타오카 마리에（다카라즈카 ）, 히가사야마 히데미 （도쿄）
- 무대미술 제작 ：주식회사 다카라즈카 무대
- 연주：다카라즈카 오케스트라（다카라즈카 ）
- 연주 코디네이트：주식회사 후지 음악 사무소（도쿄）
- 제작：키무라 야스히사

## 주요 배역
※아래의 정보는 다카라즈카・도쿄공통
- 가부키남S, 서생, 노래하는

남자, 야마산, 기울어진 남자S - 시부키 준
- 가부키녀S, 항구의 여자, 노래하는 여자S, 기울어진 여자S - 에미 쿠라라
- 유녀, 기울어진 여자S - 마츠모토 유리
- 가부키남S, 노래하는 남자, 춤 추는 남자A, 스오도리의 남자S, 기울어진 남자A、, 가부키남A - 시오카제 코우
- 가부키남S, 노래하는 남자, 기울어진 남자 A、가부키남A - 아야키 나오/